# 永谷商事
永谷商事株式会社（ながたにしょうじ）は、東京都武蔵野市に本社を置く不動産会社である。
永谷浩司（1928（昭和3）年1月 - 2023（令和5）年6月21日）が、1945年（昭和20年）に上野駅前で開業した手荷物預り所を経て、1959年（昭和34年）に株式会社として設立した。不動産の賃貸・仲介・管理などの業務のほか、日本の伝統芸能である、落語・講談・浪曲・新内・義太夫などの公演の場である演芸場である永谷ホールを運営する。

## 演芸場
永谷商事は、日本の伝統芸能を上演するための演芸場を、東京都内の上野広小路・日本橋・両国・新宿の4箇所所有している。2023年時点での責任者は取締役の押川光範（1986（昭和61）年 - ）。
落語芸術協会、立川流、円楽一門会の落語や、日本講談協会の講談、女流義太夫、新内、若手のお笑いライブなどの公演が定期的におこなわれているほか、単発の公演や発表会・稽古場など、一般への貸しホールとしての営業も行われている。

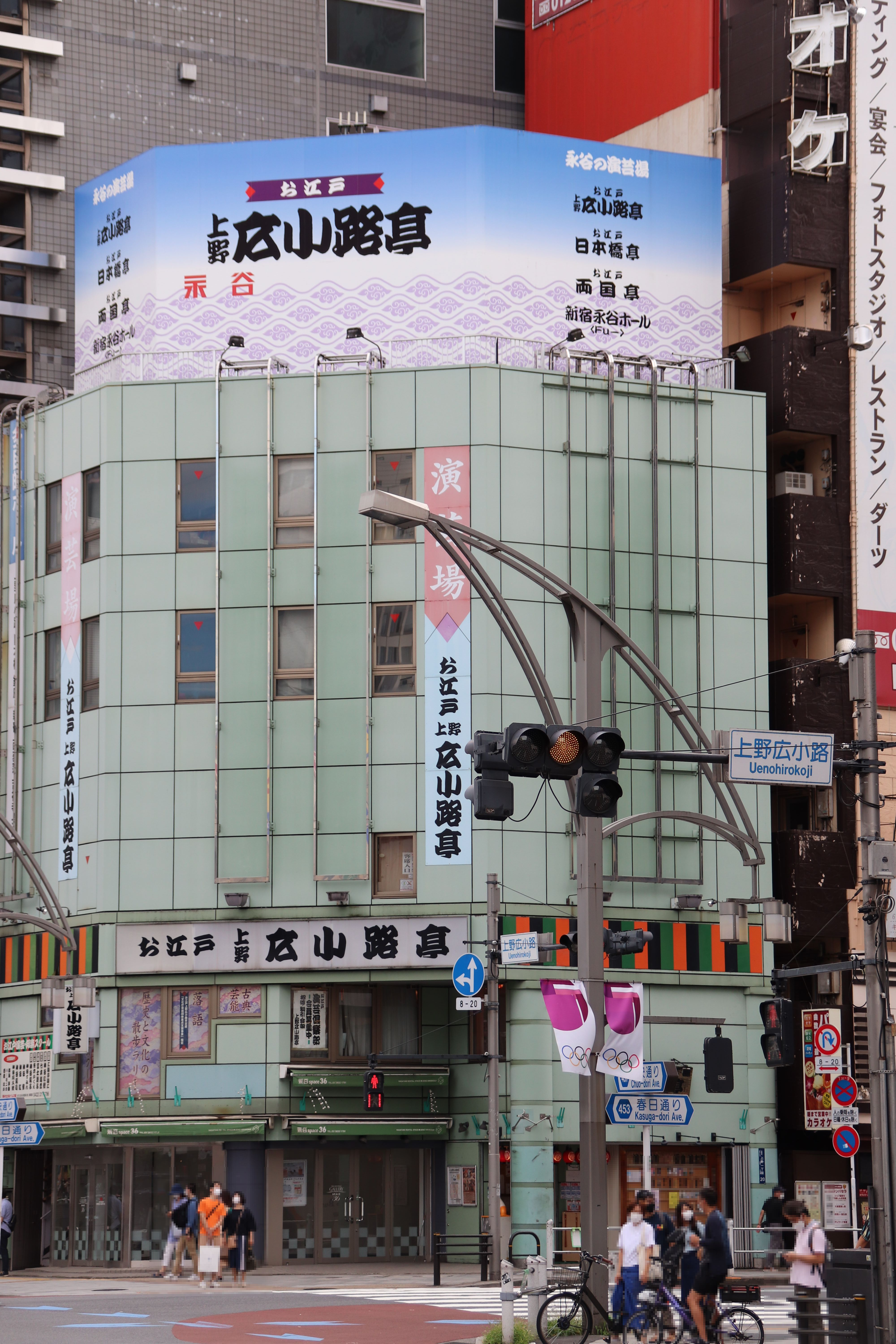
お江戸上野広小路亭

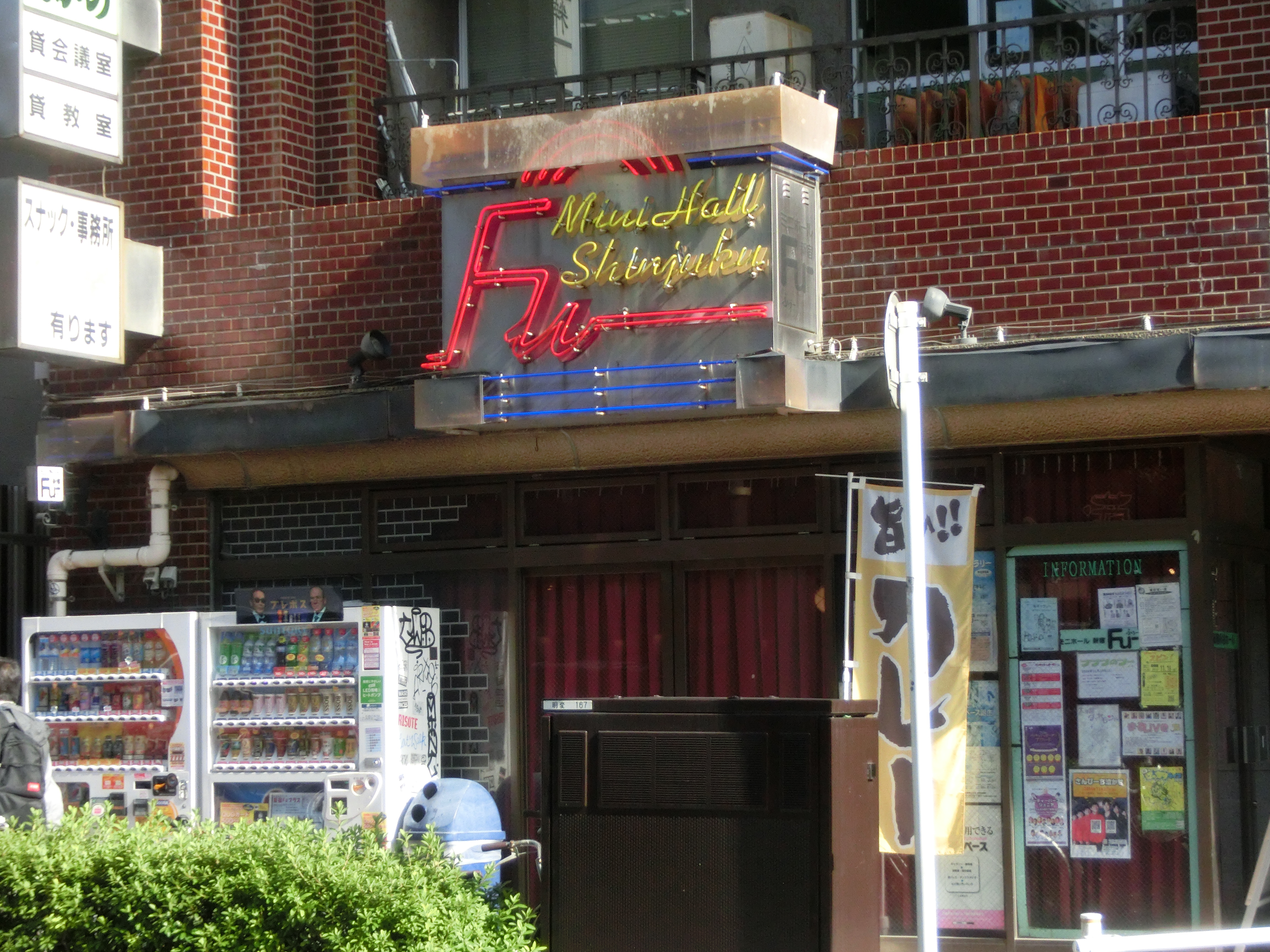
新宿fu-

お江戸上野広小路亭（東京都台東区上野1-20-10・北緯35度42分28.3秒 東経139度46分22秒）
1996年（平成8年）8月オープン。落語芸術協会(芸協)が1984年（昭和59年）、鈴本演芸場と絶縁したため上野での定席が無くなり、一時、御徒町吉池の7階和室で『吉池土曜落語会』を実施していた。同ホールの開設により吉池から場所を移し、毎月1日から15日まで芸協の定席となっている。このほか不定期に、芸協・立川流・円楽一門会の落語や講談・演芸など混合の『しのばず寄席』や講談協会による講談会なども開かれている。上記のような事情で、自主興行や貸館において原則落語協会所属者の出演はない。 管理している寄席・ホールの中で唯一、舞台後方に額が飾られている。書かれている文字は、木村庄之助 (28代)の筆による「日々是好日」。
お江戸日本橋亭（東京都中央区日本橋本町3-1-6・北緯35度41分17.5秒 東経139度46分27.7秒）
毎月21日から27日（平日夜のみ）まで、芸協の定席が開かれるほか、落語・講談・演芸など混合の『お江戸日本橋寄席』など開かれている。貸館で落語協会所属者の出演はある。2023年12月をもって改装のためいったん閉館。
お江戸両国亭（東京都墨田区両国4-30-4・北緯35度41分39.5秒 東経139度47分47.4秒）
1990（平成2）年オープン。永谷の演芸場の中では一番最初に開場した。毎月1日から15日まで、円楽一門会の落語会『円楽一門両国寄席』が開かれるほか、国技館が近いことから、大相撲観戦と演芸会をタイアップさせた『大相撲寄席ツアー』などが開かれている。落語協会所属者の出演は可能。
新宿永谷ホール（新宿Fu-）（東京都新宿区歌舞伎町2-45-5・北緯35度41分48.1秒 東経139度42分1.6秒）
主に貸しホールとして営業しており、プロダクション人力舎やマセキ芸能社など東京の芸能事務所のお笑いライブによく使用されるが、月に一度は講談会も開かれる。同じビルには、多目的貸しスペース「新宿Fu-+（plus）」もある。同じビル内のオフィスフロアに落語芸術協会が2005年に芸能花伝舎に移転直前に事務所を置き、2022年現在は日本演芸家連合・ボーイズバラエティ協会・日本司会芸能協会などが事務所を構えている。
以上の施設は、2020年4月8日～5月30日まで新型コロナ感染予防に関する政府の緊急事態宣言とそれに伴う営業自粛要請を受け、休館となった。6月1日から感染防止の対策を講じ、定員を限定した上で公演を再開した。
2021年4月25日からの3回目の緊急事態宣言に対し、永谷商事運営の寄席は都内寄席（鈴本演芸場・新宿末廣亭・浅草演芸ホール・池袋演芸場）に準じて感染防止策を続けた上での営業を決めていたが、都からの要請を受け、28日に永谷商事も参加した都内寄席・落語協会・落語芸術協会の協議により要請を受諾。5月1日から11日まで休業となった。
2021年5月から6月にかけて行われたクラウドファンディングの寄席支援プロジェクト（落語協会・落語芸術協会共同）においては、都内寄席４館に加えて落語芸術協会の定席を開催している上野広小路亭が支援の対象となった。

## 関連会社
- 株式会社永谷
- 永谷建物管理株式会社
- 永谷管財株式会社